# Juan de Fuca
Ioánnis Fokás (grego: Ιωάννης Φωκάς), mais conhecido pela transcrição espanhola de seu nome, Juan de Fuca (Valerianos, 1536 — Cefalônia, 1602) foi um prático grego a serviço do rei da Espanha, Filipe II. É conhecido por ter explorado o Estreito de Anian, hoje conhecido como o Estreito de Juan de Fuca, entre a Ilha Vancouver, agora parte da Colúmbia Britânica, Canadá e o noroeste do estado de Washington, Estados Unidos.

## Família e infância
O avô de Fokás, Emmanouíl Fokás (grego: Εμμανουήλ Φωκάς), fugiu de Constantinopla durante sua queda em 1453, acompanhado por seu irmão Andrónikos (grego: Ανδρόνικος). Os dois estabeleceram-se em primeiro lugar em Peloponeso, onde Andrónikos permaneceu, mas em 1470 Emmanouíl mudou-se para a ilha de Cefalonia. Iákovos (grego: Ιάκωβος), pai de Ioánnis, estabeleceu-se na aldeia de Valeriáno (grego: Βαλεριάνο) na ilha e passou a ser conhecido como "o Fokas Valeriano" (grego: ο Φωκάς ο Βαλεριάνος) para distingui-lo de seus irmãos.
Foi nesse povoado de Valeriano que Fokas nasceu em 1536. Muito pouco se sabe sobre sua vida antes de ele entrar ao serviço da Espanha, por volta de 1555.

### Nome
O nome do homem conhecido na história como Juan de Fuca é fonte de alguma confusão. Enquanto Juan de Fuca é claramente uma representação espanhola de Ioánnis Fokás (grego: Ιωάννης Φωκάς), algumas fontes citam Apóstolos Valeriános (grego: Απόστολος Βαλεριάνος) como seu nome "real". É possível que Fokás foi batizado como Apóstolos e, mais tarde, adotou o nome Ioánnis/Juan (i.e., João)  porque Apóstolo não é muito usado como um nome em espanhol. Dado que Fokás/Fuca era o nome da família a cargo do pai e avô do marinheiro, Valeriános é provável que seja um apelido usado na ilha, pois não teria muito sentido no Império Espanhol.

## Início de carreira
As primeiras viagens de Fuca foram para o Extremo Oriente, e ele alegou ter chegado à Nova Espanha em 1587, quando, afastado do Cabo San Lucas na Baixa Califórnia, o corsário inglês Thomas Cavendish capturou seu galeão Santa Ana e depositou-o em terra. Apostolos Valerianos é outro nome pelo qual o marinheiro Juan de Fuca ficou conhecido. Era um marinheiro muito viajado, aperfeiçoou sua habilidade como navegador na frota espanhola. O rei da Espanha, alegou também, o reconheceu por sua excelência e o nomeou navegador da marinha espanhola nas Índias Ocidentais (um título que manteve por 40 anos), mas não há registro nos Arquivos espanhóis de seu nome ou posição ou de sua visita à corte real. Antes de ele fazer sua famosa viagem até à costa noroeste do continente norte-americano, ele partiu para a China, Filipinas e México. O Estreito de Juan de Fuca entre os Estados Unidos da América e o Canadá foi nomeado em sua homenagem  pelo capitão britânico Charles William Barkley, porque foi na mesma latitude que Juan de Fuca descreveu a localização do Estreito de Anian.

## Viagens para o norte
Segundo o relato de Fuca, ele realizou duas viagens de exploração sob as ordens do vice-rei da Nova Espanha, Luis de Velasco y Castilla, ambas destinadas a encontrar o Estreito de Anián, que acreditava-se ser uma Passagem do Noroeste, uma rota marítima que liga os oceanos Atlântico e Pacífico. A primeira viagem contou com 200 soldados e três pequenos navios sob o comando geral de um capitão espanhol (com Fuca como navegador e mestre) atribuído  a tarefa de encontrar o Estreito de Anián e fortificá-lo contra os ingleses. Esta expedição fracassou quando, alegadamente, devido à má conduta do capitão, os soldados se amotinaram e voltaram para casa para a Califórnia.
Em 1592, em sua segunda viagem, Fuca teve sucesso. Tendo navegado o norte com uma caravela e uma pinaça e alguns marines armados, ele voltou para Acapulco e  alegou ter encontrado o estreito, com uma grande ilha em sua foz, em torno da latitude 47 ° norte. O Estreito de Juan de Fuca está de fato em torno de 48 ° N, porém os detalhes dos relatórios de navegação de Fuca afastam-se da realidade, descrevendo uma região muito diferente do que realmente existiu lá. O Estreito segue diretamente para o Estreito de Puget, Washington, começando em torno de 47 ° 59 'N e continuando até o sul de 47 ° 01' N em Tumwater, Washington. Durante a viagem, Fuca também notou um "elevado pináculo ou rocha em espiral", que pode ter sido o Pilar de Fuca, uma rocha alta, quase retangular na costa ocidental do Cabo Flattery no extremo noroeste de Washington ao lado do Estreito de Juan de Fuca. - embora Fuca a observou como estando do outro lado do estreito. 
Apesar das repetidas promessas de Velasco, no entanto, Fuca nunca recebeu as grandes recompensas que ele alegou lhe pertencerem por direito. Após dois anos, e com a insistência do vice-rei, Fuca viajou para a Espanha para apresentar pessoalmente o seu caso ao tribunal. Decepcionado novamente e desgostoso com o espanhol, o envelhecido grego decidiu retirar-se para sua casa em Cefalônia mas foi convencido em 1596 por um inglês, Michael Lok (também grafado como Locke em inglês e documentos franceses da época), a oferecer seus serviços ao arquiinimigo da Espanha, a rainha Elisabete I. As propostas de Lok e Fokas permaneceram sem respostas, mas é através do relato de Lok que a história de Juan de Fuca ficou conhecida na Inglaterra.

## Controvérsia
A única prova escrita das viagens de Fokás é encontrada nos escritos de Lok - pesquisadores são incapazes de encontrar vestígios da expedição nos arquivos coloniais espanhóis - uma longa controvérsia perdura sobre sua descoberta e sua própria existência. Vários estudiosos têm rejeitado Juan de Fuca como inteiramente fictício, e o famoso Capitão Cook negou firmemente a existência do estreito que Fokas disse ter descoberto. Posteriormente, durante a exploração e colonização da região pelos ingleses, as reivindicações de Fokás pareciam menos fantasiosas.
Finalmente, em 1859, um pesquisador norte-americano, com a ajuda do Cônsul dos Estados Unidos nas Ilhas Jónicas, foi capaz de demonstrar que não só Fokas tinha vivido, mas também que sua família e sua história eram bem conhecidas nas ilhas. Embora possamos nunca saber exatamente as verdades que estão por trás do relato publicado por Lok, deve-se considerar improvável que o próprio homem era uma ficção.

## Legado
Quando o capitão inglês Charles William Barkley (re) descobriu  o estreito que Fokás havia descrito, ele rebatizou-o de Estreito de Juan de Fuca.
A Placa Juan de Fuca, uma placa tectônica que constitui a base de grande parte da costa que ele explorou, também foi nomeada em homenagem a Fokás.